# Jan van Dijk Mzn.
Ds. Jan van Dijk Mzn. (Tzum, 16 april 1830 - Doetinchem, 15 januari 1909) was predikant te Doetinchem en heeft zich ingezet voor de ontwikkeling van het onderwijs in de Achterhoek.

## Levensloop

### 1830-1862
Jan van Dijk werd in 1830 als boerenzoon geboren, kind van Melle Hanzes van Dijk en Jetske Dirks Anderinga, lid van de hervormde gemeente te Tzum. Hij werd opgevoed in de sfeer van het (Friese) Réveil. Aanvankelijk werd hij boer en later koopman/handelsreiziger. In 1855 sloot hij zich aan bij de Christelijke Afgescheiden Gemeenten, en op 6 februari 1856 trouwde hij met Cornelia Dirks. Naast zijn werk studeerde hij theologie, wat er in 1862 in resulteerde dat hij toegelaten werd tot de ‘bediening van het Evangelie’.

### 1862-1869
Op zondagochtend 21 december 1862, vierde Advent, bevestigde ds. J. van Andel uit Zutphen Jan van Dijk Mzn. tot predikant van de Christelijke Afgescheiden Gemeente van Doetinchem, die toen slechts 13 gezinnen telde. De bevestiging vond plaats in het twee jaar eerder voor ƒ 1500 gebouwde kerkje aan de Heezenpoort. Ds. Van Dijk en zijn gezin namen hun intrek in een woning naast het kerkje. Naast zijn  predikantschap in Doetinchem reisde hij als evangelist door de hele Achterhoek. Bijzonder is dat hij de ‘oude’ kerk niet afwees; hij hoopte dat de Nederlandse Hervormde Kerk terug zou keren naar haar rechtzinnige uitgangspunten. Zijn leus was: ‘de kloof tussen Hervormd en Afgescheiden moet worden gedempt’. En hij was niet de enige voor wie de grenzen tussen beide kerkgenootschappen dun waren: men preekte over en weer in elkaars kerken en vierde gezamenlijk het avondmaal. De Synode van de Afgescheidenen te Franeker besloot in 1863 dat men niet in een plaats mocht preken waar een christelijk afgescheiden gemeente bestond, zonder toestemming van de kerkenraad van die gemeente. Van Dijk hield zich hier niet aan. Voor hem was ‘inhoudelijke geestverwantschap’ belangrijker dan ‘formele kerkelijke grenzen’ (Réveil), een open benadering die uiteindelijk tot problemen binnen de Christelijke Afgescheiden Gemeenten zou leiden.
Toen hij in 1867 door ziekte van zijn vrouw niet deel kon nemen aan de vergadering van de Evangelische Alliantie in Amsterdam, schreef hij de brochure ‘Alliëren door Alliantie’, waarin hij zijn visie op samenwerking over kerkelijke grenzen heen nadrukkelijk uiteenzette. Dit deed de weerstand tegen hem in Afgescheiden kring alleen maar toenemen. Bovendien waren er bezwaren tegen zijn leer: hij onderschreef de Drie Formulieren van Enigheid niet op alle punten. Dit heeft er uiteindelijk toe geleid dat hij door de Synode van Middelburg, op 21 juni 1869, wegens ‘al te eigenzinnig handelen’ als predikant van de Christelijke Afgescheiden Gemeenten werd afgezet.

### 1869-1909
In zijn eigen Doetinchemse gemeente behield ds. Van Dijk de onvoorwaardelijke steun. Op 16 juli 1869 besloot de kerkenraad van de Christelijke Afgescheiden Gemeente van Doetinchem ‘niet toe te treden tot den naam Christelijk Gereformeerd, maar zich te laten erkennen als Nederlandsch-Hervormde Zendingsgemeente’. Op 1 oktober 1871 werd de Nederlands Hervormde Zendingsgemeente officieel van overheidswege erkend, wat echter niet inhield dat de gemeente tot de Nederlands Hervormde Kerk ging behoren. De zendingsgemeente heeft vele pogingen gedaan om zich aan te sluiten bij de Nederlands Hervormde Kerk, maar door het verzet binnen de Hervormde Gemeente van Doetinchem duurde het tot 1966, 57 jaar na het overlijden van ds. Van Dijk, voordat deze aansluiting plaatsvond. Van Dijk zelf werd weer Nederlands Hervormd en bevestigd als lid tijdens een kerkdienst in zijn geboortedorp Tzum, op 14 juni 1874.
Op 2 mei 1895 werd de oudste zoon van ds. Van Dijk, ds. Dirk Jacob van Dijk, bevestigd als tweede predikant van de Nederlands Hervormde Zendingsgemeente. Ds. Jan van Dijk overleed op 15 januari 1909 en hij werd begraven op het kerkhof aan de Loolaan te Doetinchem.

## Bevordering van het christelijk onderwijs in de Achterhoek

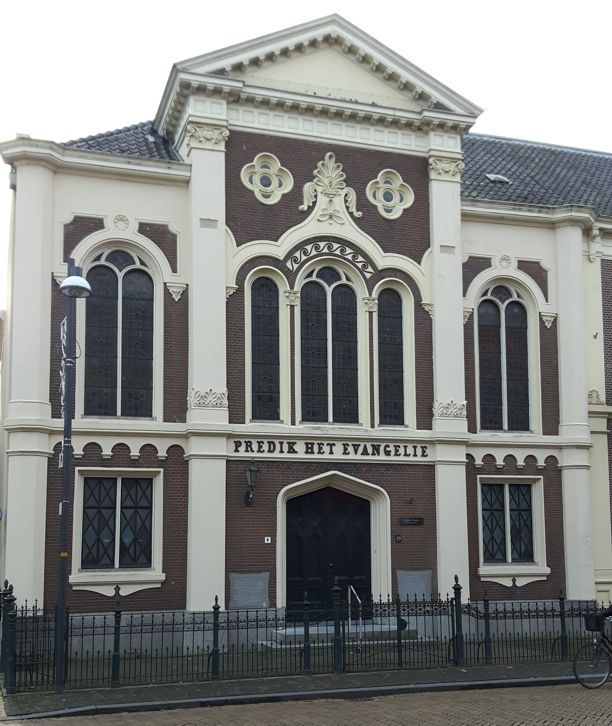
‘Predik het Evangelie’ (foto uit 2016)

Vanaf het begin heeft ds. Van Dijk zich ingezet voor het christelijk onderwijs in de Achterhoek. Al snel na zijn komst in Doetinchem, in oktober 1863, had hij 1500 m2 bouwgrond, de buitenwal tussen de Hezenpoort en sociëteit De Vriendschap (de Grutpoort was in 1862 afgebroken), voor ƒ 0,15 per el van de gemeente gekocht. Ds. Van Dijk schoot zelf de helft van de koopsom voor, en hij zocht en vond financiële steun bij kapitaalkrachtige personen elders in het land. Hij liet de wal slechten en de buitengracht dichtgooien. Het ene bouwwerk na het andere zou in de jaren daarna op de aangeplempte grond verrijzen. 
Het eerste gebouw was de lagere school, die op 31 januari 1865 in gebruik werd genomen. Later volgden een gymnasium (lyceum), een jongens- en een meisjesinternaat. De nieuwe straat heette aanvankelijk Hofstraat en werd later (1880) omgedoopt tot Burgemeester Van Nispenstraat, een van de eerste straten buiten het ‘Ei’ van Doetinchem, d.w.z. buiten de vroegere wallen. Als laatste van de gebouwen in de Van Nispenstraat werd in 1880/1881 gebouwd: een nieuwe kerk voor de Nederlands Hervormde Zendingsgemeente, de kapel ‘Predik het Evangelie’, ook wel ‘Zendingskapel’ genoemd. Boven het preekgestoelte, in het midden van de baldakijn, op een houten bord, is nog altijd de tekst te vinden waarmee ds. Van Dijk in 1862 werd bevestigd (2 Korintiërs 4:5).

## Ruimzicht
Ds. Van Dijk en de zendingsgemeente richtten zich ook op missionair werk, dat nauw met het onderwijs was verbonden. Er waren namelijk predikanten nodig die midden in het leven stonden en konden communiceren met de ‘gewone mensen’. Jonge mensen uit alle lagen van de bevolking en uit alle kerkelijke richtingen moesten dan ook een opleiding kunnen volgen om als voorganger te worden toegerust.
Ds. Van Dijk had daartoe in 1867 al de ‘Vereniging tot bevordering van de Inwendige Zending’ opgericht. Later zou daaruit de Stichting Ruimzicht ontstaan.
In 1868 kocht ds. Van Dijk het Ruimzicht, een klein boerenlandhuis uit 1853, ‘5 minuten gaans’ van ‘Stad Doetinchem’ aan de zandweg naar de Kruisberg. De internaatfunctie die Ruimzicht kreeg, werd omschreven als ‘het verschaffen van onderdak aan de Vereniging tot Bevordering van de Inwendige Zending, bedoelende de opleiding van predikanten’. Het huidige Ruimzicht dateert uit 1885, toen een grotere opnamecapaciteit noodzakelijk was.
Binnen de doelstellingen van de vereniging paste ook het begeleiden van zondagsscholen, het opzetten van christelijke scholen, het stichten van een kweekschool voor ‘christelijke onderwijzers’, enz. Naast de al genoemde scholen kwamen er in het buitengebied van Doetinchem (op ’t Ellegoor, ’t Goor en Elim aan de huidige Gaanderenseweg) en in de regio zondagsschoolposten. De studenten in opleiding, de zogenaamde Dijkianen, verzorgden hier elke zondag de lessen waar de kinderen uit de verre omgeving op afkwamen.
- Biografisch Portaal: 00960068
- Digitale Bibliotheek voor de Nederlandse Letteren: dijk058
- Library of Congress Control Number: no2017096580
- Nederlandse Thesaurus van Auteursnamen: 071586148
- Virtual International Authority File: 286595189
- WorldCat: E39PBJv8GKKktwx3bQdkFPVBfq